# Hyadina nigricornis
Hyadina nigricornis är en tvåvingeart som beskrevs av Frey 1930. Hyadina nigricornis ingår i släktet Hyadina och familjen vattenflugor. Arten är reproducerande i Sverige. Inga underarter finns listade i Catalogue of Life.